# Вуд, Сидни
Сидни Берр Бирдсли Вуд (англ. Sidney Burr Beardsley Wood; 1 ноября 1911, Бриджпорт, Коннектикут — 10 января 2009, Уэст-Палм-Бич, Флорида) — американский теннисист-любитель. Самый молодой участник Уимблдонского турнира в мужском одиночном разряде, один из самых молодых победителей этого турнира среди мужчин и единственный чемпион в его истории, завоевавший этот титул без финального матча. Трёхкратный финалист турниров Большого шлема в разных разрядах, финалист Кубка Дэвиса 1934 года в составе сборной США. Член Национального (позже Международного) зала теннисной славы с 1964 года.

## Биография
Сидни Вуд родился в Коннектикуте в 1911 году. В детстве он перенёс туберкулёз, и семья в надежде, что здоровью мальчика пойдёт на пользу более тёплый климат, перебралась в Аризону. Там Сидни, получивший первые уроки тенниса от своего дяди, члена сборной США в Кубке Дэвиса Уотсона Уошберна, в день своего 14-летия стал чемпионом штата среди взрослых. Эта победа дала ему право участвовать в основной сетке чемпионата Франции, а затем и Уимблдонского турнира.
Дебют Вуда на Уимблдонском турнире состоялся в 1927 году. В 15 лет и 231 день он стал самым молодым участником основной сетки турнира в мужском одиночном разряде (этот рекорд не побит до настоящего времени). В своё первое появление на Уимблдоне он проиграл в первом же круге посеянному под первым номером Рене Лакосту со счётом 1-6, 3-6, 1-6.
В 1930 году Вуд стал полуфиналистом чемпионата США, проиграв Фрэнку Шилдсу, и впервые закончил сезон в числе десяти лучших теннисистов США согласно рейтингу Ассоциации лаун-тенниса Соединённых Штатов (USLTA). На следующий год он был впервые приглашён в сборную США, где играл как в одиночном разряде, так и в паре с Шилдсом. Летом на Уимблдоне он, будучи посеян под седьмым номером, победил в полуфинале местного фаворита Фреда Перри (посеянного пятым) со счётом 4-6, 6-2, 6-4, 6-2 и должен был встретиться в матче за чемпионское звание с Шилдсом — третьей ракеткой турнира. Шилдс во втором полуфинале обыграл посеянного первым француза Жана Боротра и рассматривался как основной претендент на чемпионский титул. Однако американское теннисное руководство, зная о том, что в полуфинале Шилдс травмировал ногу, и опасаясь, что он усугубит эту травму в финале и не сможет через две недели участвовать в матче Кубка Дэвиса против сборной Великобритании, потребовало от него сдать финал без игры. Таким образом, Вуд стал первым и до настоящего времени единственным в истории теннисистом, ставшим победителем Уимблдонского турнира без игры в финале, но через две недели американцы проиграли и матч Кубка Дэвиса  британцам. В возрасте 19 лет и 245 дней Вуд стал самым молодым чемпионом Уимблдона в одиночном разряде с 1891 года.
Почти 70 лет спустя Вуд назвал решение руководства американской команды «глупейшим оскорблением Уимблдона, которое можно себе представить». На протяжении трёх лет он отказывался держать у себя дома кубок, вручаемый победителю Уимблдонского турнира, пока не докажет, что способен побеждать Шилдса на травяных кортах. Кубок хранился у известной американской теннисистки Мод Баргер-Уоллах до 1934 года, когда Вуд наконец обыграл Шилдса в финале турнира в лондонском Queen’s Club; после этого, однако, Вуд не мог получить его назад в течение полугода, что он в шутку объяснял тем, что Мод больше симпатизировала Шилдсу, чем ему. 1934 год стал вторым сезоном в карьере Вуда, в котором тот участвовал в Кубке Дэвиса, и на этот раз он с командой проделал весь путь до финального матча за кубок, но там американцы снова оказались слабей британской сборной, ведомой Фредом Перри. Этот сезон Вуд закончил на втором месте во внутреннем американском рейтинге, став в очередной раз полуфиналистом как Уимблдонского турнира, так и чемпионата США.
В 1932 году Вуд стал финалистом чемпионата Франции в миксте, где с ним выступала Хелен Уиллз-Муди. Американцы проиграли финальный матч Перри и его британской партнёрше Бетти Натхолл. Сам Вуд позже писал, что победить ему не позволил закончившийся незадолго до этого изнурительный пятичасовой матч с Лакостом в одиночном разряде, запитый двумя стаканами коньяка, после которых он вторично вышел на корт совершенно пьяным. В 1935 году Вуд показал свой лучший результат на чемпионате США в одиночном разряде, уступив в финале Уилмеру Эллисону со счётом 2-6, 2-6, 3-6. В 1942 году Вуд и Тед Шрёдер достигли финала чемпионата США в мужском парном разряде, но и там Вуд не сумел победить. Свой последний Уимблдон он сыграл в 1935 году, уступив в четвертьфинале Джеку Кроуфорду, а в чемпионатах США участвовал вплоть до 1956 года. В общей сложности Вуд принял участие в 26 розыгрышах чемпионата США в одиночном разряде — второй результат в истории после Вика Сейксаса, игравшего в чемпионатах США 28 раз. С 1931 по 1938 год Вуд пять раз входил в список десяти лучших теннисистов мира, ежегодно составлявшийся газетой Daily Telegraph, в 1938 году достигнув в нём пятой строчки. С 1930 по 1945 год он оставался в числе десяти сильнейших теннисистов США согласно рейтингу USLTA. Сохранив хрупкое телосложение с детства, Вуд компенсировал это умной игрой, постоянно заставляя соперников гадать, что он предпримет в следующий момент.
После окончания игровой карьеры Вуд ещё раз оставил след в истории тенниса, когда запатентовал ставшее популярным искусственное покрытие для теннисных кортов Supreme Court. Он также содержал сеть прачечных, в которой его партнёрами по бизнесу были другие известные спортсмены — теннисист Дон Бадж и гольфист Арнольд Палмер. В 1964 году его имя было включено в списки Национального зала теннисной славы, несколько позже ставшего международным. К моменту своей смерти в январе 2009 года Вуд был старейшим живущим членом Международного зала теннисной славы. Его пережили жена Патрисия и трое сыновей; старший сын, Сидни Вуд 3-й, умер в 1961 году. После смерти Вуда, в 2011 году, в свет вышли его мемуары «Финал Уимблдона, которого не было» (англ. The Wimbledon Final that never was and other Tennis Tales from a By-Gone Era), подготовленные к печати его младшим сыном Дэвидом.

## Финалы турниров Большого шлема за карьеру (1-3)
Одиночный разряд (1-1)
| Результат | Год  | Турнир              | Покрытие | Соперник в финале | Счёт в финале |
| --------- | ---- | ------------------- | -------- | ----------------- | ------------- |
| Победа    | 1931 | Уимблдонский турнир | Трава    | Фрэнк Шилдс       | без игры      |
| Поражение | 1935 | Чемпионат США       | Трава    | Уилмер Эллисон    | 2-6, 2-6, 3-6 |

Мужской парный разряд (0-1)
| Результат | Год  | Турнир        | Покрытие | Партнёр    | Соперники в финале          | Счёт в финале |
| --------- | ---- | ------------- | -------- | ---------- | --------------------------- | ------------- |
| Поражение | 1942 | Чемпионат США | Трава    | Тед Шрёдер | Гарднар Маллой Билл Талберт | 7-9, 5-7, 1-6 |

Смешанный парный разряд (0-1)
| Результат | Год  | Турнир            | Покрытие | Партнёрша        | Соперники в финале       | Счёт в финале |
| --------- | ---- | ----------------- | -------- | ---------------- | ------------------------ | ------------- |
| Поражение | 1932 | Чемпионат Франции | Грунт    | Хелен Уиллз-Муди | Бетти Натхолл Фред Перри | 4-6, 2-6      |

## Финалы Кубка Дэвиса за карьеру (0-1)
| Результат | Год  | Место проведения         | Покрытие | Команда                                   | Соперники в финале                                | Счёт |
| --------- | ---- | ------------------------ | -------- | ----------------------------------------- | ------------------------------------------------- | ---- |
| Поражение | 1934 | Уимблдон, Великобритания | Трава    | США С. Вуд, Дж. Лотт, Л. Стёфен, Ф. Шилдс | Великобритания Г. Ли, Г. Остин, Ф. Перри, П. Хьюз | 1:4  |